# Die Exfreundinnen
Die Exfreundinnen sind eine 2012 gegründete Schweizer Showtruppe, bestehend aus den Sängerinnen Anikó Donáth, Isabelle Flachsmann und Martina Lory sowie der Multiinstrumentalistin Sonja Füchslin.
Die Bühnenshows der Exfreundinnen bedienen sich der Elemente situativer Comedy, des Musiktheaters, der Satire, des Slapsticks, des Tanzes und der Stand-up-Comedy.
- Texte: Anikó Donath, Isabelle Flachsmann
- Musikalische Leitung: Sonja Füchslin und Martina Lory

Seit 2014 tritt die Truppe in der Schweiz auf und bespielt gleichermassen renommierte Kleintheater als auch grosse Comedybühnen, wie das Arosa Humorfestival, die Maag Halle Zürich und Das Zelt. Im Jahr 2018 waren Die Exfreundinnen nominiert für den Swiss Comedy Award. Die Premiere ihres dritten Programms «SEKTe» war Ende Oktober 2020 im Theater Casino Zug.

## Programme
- 2014–2017: Die Exfreundinnen (Musikalische Therapie mit Nebenwirkungen)
- 2017–2019: Die Exfreundinnen (Titel: «Zum Fressen gern»)
- ab 2020: Die Exfreundinnen («SEKTe»)

## Preise, Nominationen
- Finalisten Swiss Comedy Award 2018 (für «Zum Fressen gern»)[2]

## Projekte
- Film: Die Exfreundinnen. Kinodrehbuch in Vorbereitung

## Kritiken, Medienberichte
- 24. September 2018: Tele Zueri – Talk Täglich[3]
- 29. Juni 2015: Blick – Rote Lippen, scharfe Zungen[4]